# Toray Pan Pacific Open 1991
Il Toray Pan Pacific Open 1991 è stato un torneo di tennis giocato sul sintetico indoor. È stata la 16ª edizione del Toray Pan Pacific Open, che fa parte della categoria Tier II nell'ambito del WTA Tour 1991. Si è giocato a Tokyo in Giappone, dal 29 gennaio al 3 febbraio 1991.

## Campionesse

### Singolare
Gabriela Sabatini ha battuto in finale  Martina Navrátilová con il punteggio di 2–6, 6–2, 6–4

### Doppio
Kathy Jordan /  Elizabeth Sayers-Smylie hanno battuto in finale   Mary Joe Fernández /  Robin White con il punteggio di 4–6, 6–0, 6–3